# ヤクーバ・ディアワラ
ヤクーバ・ディアワラ（Yakhouba Diawara、1982年8月29日 - ）は、フランスのプロバスケットボール選手。イル＝ド＝フランス地域圏パリ出身。ポジションはシューティングガード、スモールフォワード。身長201cm、102kg。

## 経歴
フランスのプロチーム、JDAディジョンに一年在籍した後、アメリカの大学に進学。南アイダホ大学で2年間過ごした後、ペパーダイン大学に転校した。卒業後、NBAドラフトにエントリーしたが指名を受けることが出来ず、JDAディジョンと再契約を結んだ。
2006年2月、イタリアのフォルティトゥード・ボローニャに移籍。
2006年7月26日、デンバー・ナゲッツと契約を結んだ。
2007年8月7日、マイアミ・ヒートと契約を結んだ。
英語、フランス語、イタリア語を流暢に話すことが出来る。